# حقل الريش
حقل الريش هو حقل نفط يقع شمال غرب مدينة الظهران، بالمنطقة الشرقية، في المملكة العربية السعودية. أعلن وزير الطاقة السعودي الأمير عبد العزيز بن سلمان عن اكتشاف الحقل في 27 ديسمبر 2020.

## الإنتاج
أوضح وزير الطاقة السعودي الأمير عبد العزيز بن سلمان في تصريح لوكالة الأنباء السعودية، أن «الزيت العربي الخفيف جداً، تدفق من بئر الريش رقم 2، بمعدل 4452 برميلاً في اليوم، مصحوباً ب 3,2 مليون قدم مكعبة قياسية من الغاز يومياً، ولتحديد امتداد حقل الريش، قامت الشركة بحفر بئري الريش رقم 3 ورقم 4، حيث وصل الإنتاج الأولي، من بئر الريش رقم 3، إلى 2745 برميلاً يومياً، من نفس نوعية الزيت، مصحوباً بـ 3 ملايين قدم مكعبة قياسية من الغاز في اليوم، كما وصل معدل تدفق الزيت العربي الخفيف جداً، من بئر الريش رقم 4 إلى 3654 برميلاً يومياً، مع 1,6 مليون قدم مكعبة قياسية من الغاز في اليوم.»